# Palazzo Pojana

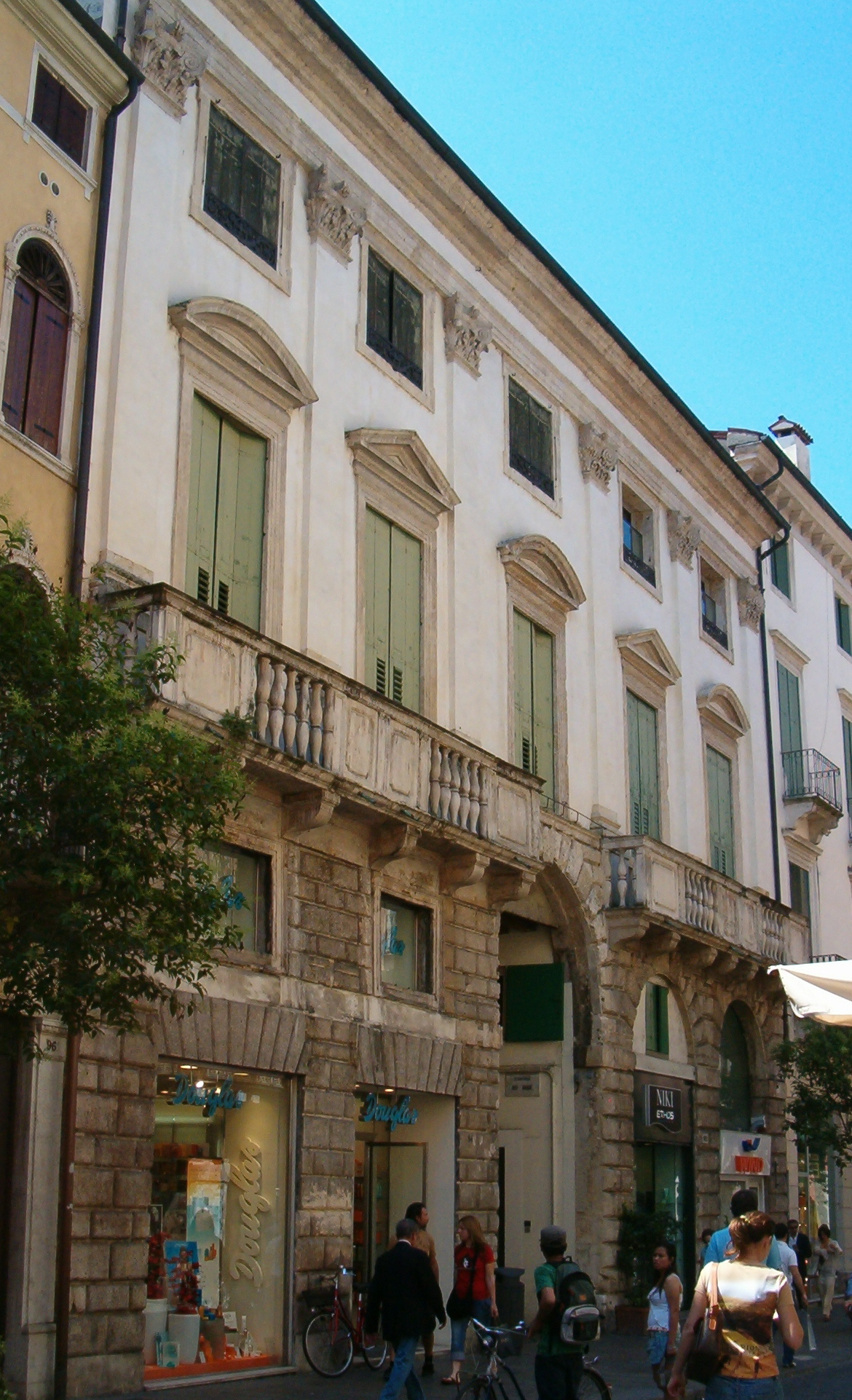
Palazzo Pojana in Vicenza

Der Palazzo Pojana, auch Palazzo Poiana, ist ein Stadtpalast in Vicenza am Corso Palladio 92/96. Als Teil der Palladio-Villen im Veneto gehört er seit 1994 zum UNESCO-Weltkulturerbe.
Der Palast besteht aus zwei über einer Straße verbundenen Gebäuden. Er wurde wahrscheinlich um 1566 für Vicenzo Poiano aufgrund seines Bauantrags von 1561 errichtet. Die Urheberschaft Andrea Palladios ist nicht dokumentiert. Die Zuschreibung erfolgt aufgrund der hohen architektonischen Qualität des Gebäudes, die sich in der Fassadengliederung, besonders der Verbindung des piano nobile mit dem darüberliegenden Mezzanin-Geschoss durch komposite Pilaster zeigt.
Das Erdgeschoss ist mit Bossenwerk (Rustica) gestaltet und weist eine unterschiedliche Gliederung zu beiden Seiten der Straße auf. Dies könnte ein Hinweis darauf sein, dass der Palast in zwei Bauphasen errichtet wurde.